# Ivan Vakartxuk
Ivan Vakartxuk (ucraïnès: Іван Олександрович Вакарчук)  (Brătușeni, 6 de març de 1947 - Lviv, 4 d'abril de 2020) va ser un físic ucraïnès que va ser rector de la Universitat de Lviv de 1990 a 2007 i ministre d'Educació i Ciència d'Ucraïna entre 2007 i 2010. Va ser el pare del cantant Sviatoslav Vakartxuk, líder del grup Okean Elzy, Rebé el títol d'Heroi d'Ucraïna el 2007.